# Ashes Tour 2019
Die Ashes Tour 2019 war die Tour der australischen Cricket-Nationalmannschaft, die die 71. Austragung der Ashes beinhaltete, und wurde zwischen dem 1. August und 15. September 2019 durchgeführt. Die Ashes Series 2019 selbst wurde in Form von fünf Testspielen zwischen England und Australien ausgetragen. Austragungsorte waren jeweils englische Stadien und es wurden weitere Spiele im Rahmen der internationalen Cricket-Saison 2019 während der Tour bestritten. Die Tests waren Bestandteil der ICC World Test Championship 2019–2021. Die Serie endete 2–2 unentschieden, Australien konnte jedoch als Titelverteidiger die Ashes behalten.

## Vorgeschichte
Beide Mannschaften bestritten zuvor den Cricket World Cup 2019, der von Mai bis Juli in England ausgetragen wurde. Das letzte Aufeinandertreffen der beiden Mannschaften bei einer Tour fand in der Saison 2017/18 in Australien statt. Es waren die ersten Tests die im Rahmen der ICC World Test Championship 2019–2021 ausgetragen wurden.

## Stadien
Die folgenden Stadien wurden für die Tour als Austragungsort vorgesehen und am 19. Juli 2018 bekanntgegeben.
| Stadion                     | Stadt      | Kapazität | Spiele  |
| --------------------------- | ---------- | --------- | ------- |
| Edgbaston Cricket Ground    | Birmingham | 24.803    | 1. Test |
| Headingley Stadium          | Leeds      | 17.000    | 3. Test |
| The Oval                    | London     | 23.500    | 5. Test |
| Lord’s Cricket Ground       | London     | 30.000    | 2. Test |
| Old Trafford Cricket Ground | Manchester | 19.000    | 4. Test |

## Kaderlisten
Die Kader werden kurz vor der Tour bekanntgegeben.
| Test | Test |
| England | Australien |
| --- | --- |
| - Joe Root (K) - Ben Stokes (VK) - Moeen Ali - James Anderson - Jofra Archer - Jonny Bairstow (wk) - Stuart Broad - Rory Burns - Jos Buttler - Sam Curran - Joe Denly - Jason Roy - Olly Stone - Chris Woakes | - Tim Paine (K, wk) - Pat Cummins (VK) - Travis Head (VK) - Cameron Bancroft - Marcus Harris - Josh Hazlewood - Usman Khawaja - Marnus Labuschagne - Nathan Lyon - Mitchell Marsh - Michael Neser - James Pattinson - Peter Siddle - Steve Smith - Mitchell Starc - Matthew Wade (wk) - David Warner |

## Tour Matches

### Test gegen Irland
In der Vorbereitung zur Ashes-Serie bestreitet England einen Test gegen Irland. Es ist der erste Test zwischen den beiden Mannschaften.

#### Kaderlisten
Die Kader werden kurz vor der Tour bekanntgegeben.
| Test | Test |
| England | Irland |
| --- | --- |
| - Joe Root (K) - Moeen Ali - James Anderson - Jonny Bairstow (wk) - Stuart Broad - Rory Burns - Sam Curran - Joe Denly - Lewis Gregory - Jack Leach - Jason Roy - Olly Stone - Chris Woakes | - William Porterfield (K) - Mark Adair - Andrew Balbirnie - Andrew McBrine - James McCollum - Tim Murtagh - Kevin O’Brien - Boyd Rankin - Simi Singh - Paul Stirling - Stuart Thompson - Lorcan Tucker - Gary Wilson (wk) - Craig Young |

#### Test in London
| 24. – 26. Juli Scorecard | London (Lord’s) | England 85 (23.4) & 303 (77.5) | – | Irland 207 (58.2) & 38 (15.4) |
|                          |                 | England gewinnt mit 143 Runs   |   |                               |

### Tour Matches der australischen Nationalmannschaft
| 7. – 9. August Scorecard | Worcester | Australians 266-5d (75) & 124-2 (39) | – | Worcestershire 201-9d (62.5) |
|                          |           | Remis                                |   |                              |

| 29. – 31. August Scorecard | Derby | Derbyshire 172 (57.2) & 112 (36.4)                | – | Australians 338-5d (92) |
|                            |       | Australians gewinnt mit einem Innings und 54 Runs |   |                         |

## Tests

### Erster Test in Birmingham
| 1. – 5. August Scorecard | Birmingham | Australien 284 (80.4) & 487-7d (112) | – | England 374 (135.5) & 146 (52.3) |
|                          |            | Australien gewinnt mit 251 Runs      |   |                                  |

### Zweiter Test in London
| 14. – 18. August Scorecard | London (Lord’s) | England 258 (77.1) & 258-5d (71) | – | Australien 250 (94.3) & 154-6 (47.3) |
|                            |                 | Remis                            |   |                                      |

### Dritter Test in Leeds
| 22. – 25. August Scorecard | Leeds | Australien 179 (52.1) & 246 (75.2) | – | England 67 (27.5) & 362-9 (125.4) |
|                            |       | England gewinnt mit 1 Wicket       |   |                                   |

### Vierter Test in Manchester
| 4. – 8. September Scorecard | Manchester | Australien 497-8d (126) & 186-6d (42.5) | – | England 301 (107) & 197 (91.3) |
|                             |            | Australien gewinnt mit 185 Runs         |   |                                |

### Fünfter Test in London
| 12. – 16. September Scorecard | London (Oval) | England 294 (87.1) & 329 (95.3) | – | Australien 225 (68.5) & 263 (77) |
|                               |               | England gewinnt mit 135 Runs    |   |                                  |